# Malé Straciny
Malé Straciny jsou obec v okrese Veľký Krtíš v Banskobystrickém kraji na Slovensku. Leží ve východní části Ipeľské kotliny přibližně 8 km východně od okresního města. Žije zde 151 obyvatel.
První písemná zmínka o obci pochází z roku 1236. V obci se nachází ekumenický kostel Božího milosrdenství.